# اس‌ام یو-۱۵۱

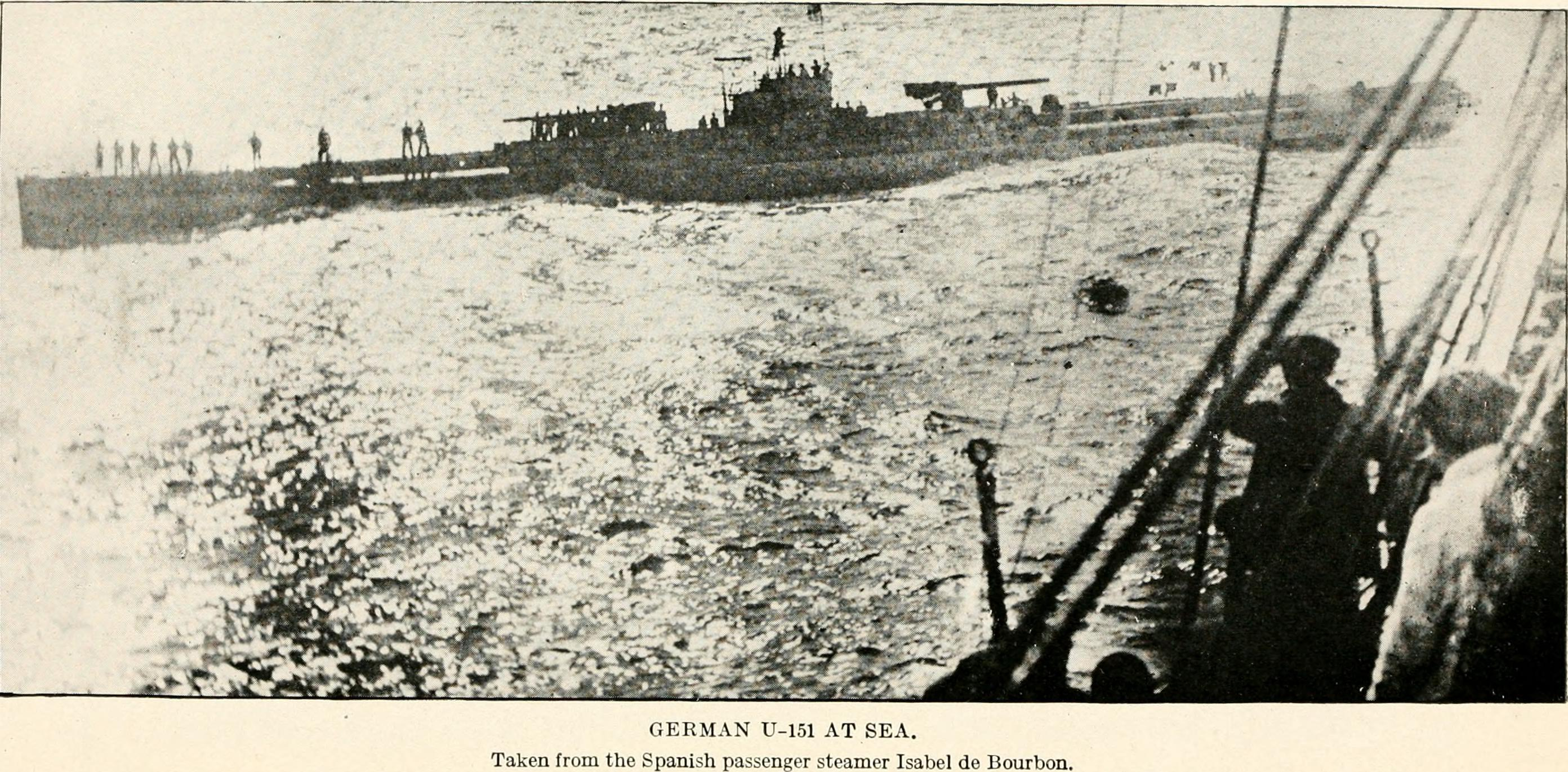
اس‌ام یو-۱۵۱

اس‌ام یو-۱۵۱ (به انگلیسی: SM U-151) یک زیردریایی بود که طول آن ۶۵ متر (۲۱۳ فوت) بود. این زیردریایی در سال ۱۹۱۷ ساخته شد.